# Empis stigmatica
Empis stigmatica är en tvåvingeart som beskrevs av Frey 1953. Empis stigmatica ingår i släktet Empis och familjen dansflugor. Inga underarter finns listade i Catalogue of Life.